# 夕張市立診療所
夕張市立診療所（ゆうばりしりつしんりょうじょ）は北海道夕張市にある診療所。

## 概要

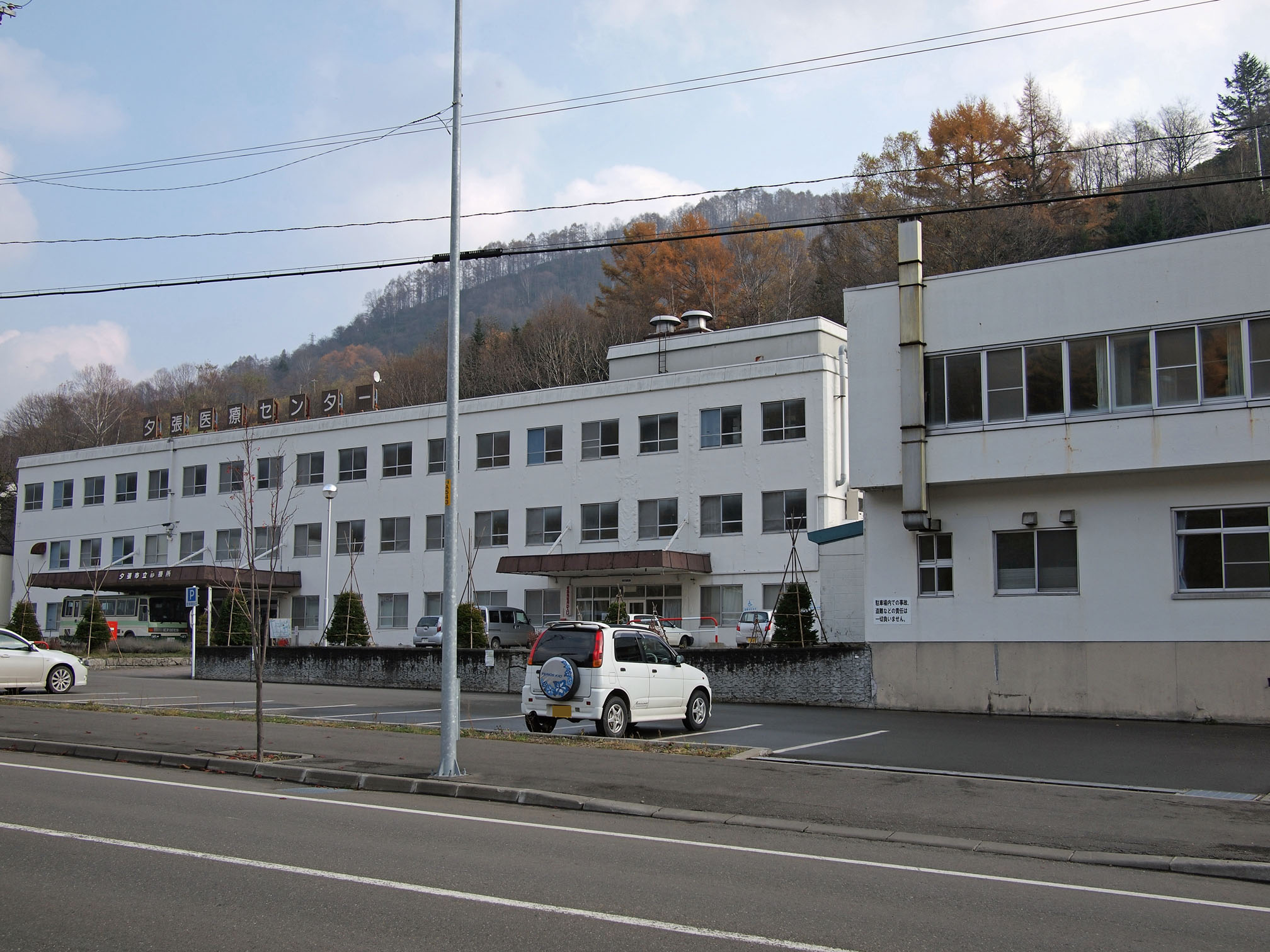
移転前の建物（北海道夕張市社光6）

1910年（明治43年）に北海道炭鉱汽船が開院した夕張炭鉱病院を、夕張市が閉山時の1982年（昭和57年）に買収して夕張市立総合病院として開業した。
夕張市立総合病院は地方公営企業法に基づき経営される一般病床170床の夕張市唯一の病院だった。
しかし、2006年（平成18年）の夕張市の財政破綻後、2007年（平成19年）に有床診療所（19床）と介護老人保健施設（40床）の各施設に転換して指定管理者制度を導入した。なお南清水沢地区の診療所は民間に移譲された。
夕張市社光にあった施設は、外来棟が1973年（昭和48年）、病棟が1959年（昭和34年）の建物で老朽化し、施設機能に対して規模が大きすぎるため維持管理費が膨らんでいると指摘された。また、2014年（平成26年）には現行の耐震基準を満たしていないことも判明した。
そのため夕張市立診療所・介護老人保健施設 移転改築事業基本計画により、2023年（令和5年）9月1日に夕張市若菜8番地12（旧若菜中央小学校グラウンドほか）に新築移転した。

## 沿革
- 1910年（明治43年） - 夕張炭鉱病院を開設[3]。
- 1982年（昭和57年） - 夕張市が病院を買収・開設し、夕張市立総合病院に改称[3]。
- 2007年（平成19年）
  - 4月1日 - 公設民営化[4]。医療法人財団夕張希望の杜（理事長：村上智彦）が指定管理者となる（同指定管理者の下で「夕張医療センター」に改称[4]）。
  - 8月 - 指定管理者の医療法人財団夕張希望の杜と北海道薬科大学が学術交流協定を締結[6]。
- 2017年（平成29年） - 指定管理者を医療法人社団 豊生会に変更（同指定管理者の下で名称を「医療法人社団豊生会 夕張市立診療所」としている[7]）。
- 2023年（令和5年）
  - 9月1日 - 夕張市若菜8番地12に移転[2]。

## 診療科目
2017年（平成29年）現在
- 総合診療科
- 循環器内科
- 整形外科
- リハビリテーション科
- 耳鼻咽喉科
- 泌尿器科
- 婦人科
- 歯科

## 交通
JR北海道石勝線新夕張駅を下車し、夕鉄バス若菜9番地

## テレビ番組
- 日経スペシャル ガイアの夜明け 公共サービスのなくなる日 「～ 夕張再生へ 立ち上がる住民たち ～」（2007年6月26日、テレビ東京）[9] - 夕張市の医療体制の変化を取材。